# أولاش تونا استبه
أولاش تونا استبه (بالتركية: Ulaş Tuna Astepe)‏ ممثل تركي ولد في 5 مايو 1988 في إزميد.

## حياته
ولد أولاش في مدينة إزميد عام 1988، وترعرع هناك حتى دراسته الابتدائية، ثم انتقل للعيش في إسطنبول مع عائلته، وأنهى دراسته الثانوية. تخرج من جامعة معمار سنان للفنون الجميلة ودرس المسرح بكلية الفنون. بدأ التمثيل من خلال دوره في «الجمهورية العثمانية» الذي عرض في 2008. وكانت أول بطولة مطلقة له في مسلسل " أشرح أيها البحر الأسود " مع شريكته بالبطولة إيرم حواجي أوغلي .

## أعماله

### المسلسلات
| السنة     | العمل                             | الدور       | ملاحظات    |
| --------- | --------------------------------- | ----------- | ---------- |
| 2012-2015 | القبضاي                           | أورهان كارا | ممثل مساعد |
| 2015      | Analar ve Anneler                 | مصطفى       | ممثل مساعد |
| 2017      | Rüya                              | ألاز نويان  | ممثل مساعد |
| 2018-2019 | اشرح أيها البحر الأسود            | طاهر كاليلي | بطولة      |
| 2021-     | بربروسا: سيف البحر الأبيض المتوسط | خضر ريس     | بطولة      |
| 2022      | لعبة الحياة                       | باريش       | بطولة      |

|2022
|مسلسل اسطنبول الجديده 
|بدور باريش غوفينير
|بطوله

### الأفلام
| السنة | العمل  | الدور | ملاحظات |
| ----- | ------ | ----- | ------- |
| 2016  | Körfez | سليم  | بطولة   |

### أفلام قصيرة
| السنة | العمل              | الدور | ملاحظات    |
| ----- | ------------------ | ----- | ---------- |
| 2010  | Üniversiteli       |       | ممثل مساعد |
| 2013  | Zayiat             | Mete  | ممثل مساعد |
| 2013  | Meşakkat ve Karısı |       | ممثل مساعد |
| 2015  | Balık Havuzu       |       | ممثل مساعد |

## روابط خارجية
- أولاش تونا استبه على موقع IMDb (الإنجليزية)
- أولاش تونا استبه على موقع ألو سيني (الفرنسية)